# Герман (граф Эно)
Герман (ум. в 1051 году) — граф Эно в 1039—1051 и маркграф Валансьена в 1048/1049—1051, сын Ренье V и Матильды Верденской, дочери Германа, графа Вердена. Герману первому удалось объединить первоначальные владения графства Эно, отнятые у его прадеда Ренье III, хотя права Германа на графство оспаривались.

## Биография

### Правление
В 1046 году Герман вступил в союз с герцогом Нижней Лотарингии Готфридом II, графом Голландии Дирком IV и Бодуэном V против императора Генриха III. Жена Германа, Рихильда де Эно, приняла сторону императора. Герман предпочёл бы союз с императором, но отказался, так тот не выдавал заключённого в тюрьму епископа Льежа Вазона.
В 1048/1049 году умер Ренье де Анон, который предположительно был маркграфом Валансьена. Благодаря наследственным правам жены, Герман получил Валансьен.
Герман умер в 1051 году. Его вдова вышла замуж за Бодуэна VI, который, чтобы лишить детей Германа отцовского наследства, отправил их в монастырь. 
Бодуэн на время объединил Фландрию и Эно, однако они были вновь разделены между его сыновьями.

### Брак и дети
Жена с 1040 года: Рихильда де Эно. От этого брака у них было двое детей:
- Роже де Эно (ум. 1093), епископ Шалон-ан-Шампани
- Гертруда, бенедиктинская монахиня